# Heubsch
Heubsch ist ein Gemeindeteil des Marktes Kasendorf im Landkreis Kulmbach (Oberfranken, Bayern). Die Gemarkung Heubsch hat eine Fläche von 3,748 km². Sie ist in 645 Flurstücke aufgeteilt, die eine durchschnittliche Flurstücksfläche von 5811,03 m² haben. In ihr liegen neben dem namensgebenden Ort die Gemeindeteile Krumme Fohre (zum Teil) und Papiermühle.

## Geschichte
1977 wurden bei Ausschachtungen kellerartige ehemalige Vorratsgruben entdeckt. Aus diesen konnte geschlossen werden, dass die Ortslage schon etwa 500 Jahre v. Chr. besiedelt war. Es wurden auch nicht datierbare Anzeichen für eine Verarbeitung von Eisenerz gefunden. Unweit des Ortes könnte auch ein Pochwerk bestanden haben, in welchem das Eisenerz zerkleinert wurde. Aus Historikersicht ließ sich in Heubsch ein Familienbund nieder, der in königlichem Auftrag die Besatzung einer Burg stellte. Der Ortsname Heubsch ist der Bezeichnung hiwiske (mittelhochdeutsch; Familie) ähnlich.
Der Ort wurde 1333 erstmals in Zusammenhang mit Rittern von Heybesch urkundlich erwähnt. Im Dreißigjährigen Krieg wurde Heubsch am 24. April 1634 von Kroaten überfallen, die an zahlreichen Orten Feuer legten. Dabei sollen Kinder und viele Erwachsene umgekommen sein.
Der Ort fiel 1699 in den Besitz von Carl Gottfried. Er kaufte ihn dem Markgrafen Christian Ernst für 45.000 Rheinische Gulden ab.

### Schule
Wahrscheinlich besaß Heubsch bereits nach dem Dreißigjährigen Krieg eine Schule. Für die Jahre 1809 und 1810 wird ein Johann Georg Heyerth als Schulhalter genannt, er verfügte über keine Schulausbildung, sondern unterrichtete die Kinder nach seinem Wissen. Von 1810 bis 1847 war Johann Hofmann der Schulhalter. Hofmann unterrichtete in seinem Privathaus, bis 1841 die Gemeinde ein Haus erwarb, das künftig als Schulhaus diente. Im Jahr 1848 zog der erste vorschriftsmäßig ausgebildeter Lehrer nach Heubsch.
1964 wurde die Schule geteilt, sodass die Jahrgänge 1 bis 4 in Heubsch und die Jahrgänge 5 bis 8 in Kasendorf unterrichtet wurden. Ab September 1967 wurde die gesamte Schule nach Kasendorf verlegt, die Heubscher Schule wurde geschlossen.

## Persönlichkeiten
- Johann Hermann (1854–1919), Gründungsvater der Spielwarenhersteller Hermann-Spielwaren und Teddy-Hermann